# Bassa del sorral de Can Pomac
La bassa del sorral de Can Pomac és una depressió alimentada per aigües freàtiques producte d'una antiga activitat extractiva (sorrera). Aquesta zona humida, d'unes 2 ha, es localitza al terme municipal de Roses, al nord-oest del puig Cabrit i el puig de l'Àliga. Quan el nivell de l'aigua del freàtic és elevat, la bassa ocupa una superfície de gairebé una hectàrea. La inundació hi és permanent al llarg de l'any, tot i que les variacions de nivell de les aigües no permeten el desenvolupament d'un cinyell de vegetació helofítica. Aquest espai presenta la particularitat de combinar un substrat arenós amb l'aigua dolça d'aportació freàtica. Això condiciona les comunitats vegetals, que són una combinació d'espècies de prats terofítics silicícoles de tendència psammòfila de l'aliança Alkanno-Malcomium amb espècies higròfiles de l'aliança Isoetion duriei. Pel que fa als impactes, la fàcil accessibilitat (amb accés de fauna domèstica, acampada il·legal amb autocaravanes, etc.) provoca una certa ruderalització i l'alteració de l'estructura del subsol degut a la circulació de vehicles i persones. Així mateix, es detecten alguns abocaments incontrolats per la zona, així com algunes instal·lacions i elements abandonats de l'antiga activitat extractiva (garbell, munts de terres, etc.). Aquest espai està situat dins del Parc Natural del Cap de Creus, dins de l'espai del PEIN "Cap de Creus" i dins de l'espai de la Xarxa Natura 2000 ES5120007 "Cap de Creus".